# Лесная хроника (мультфильм)
«Лесная хроника» — советский короткометражный мультипликационный фильм-сказка, который создал режиссёр Пётр Носов в 1970 году на студии «Союзмультфильм».

## Сюжет
Волк разбойничает в лесу, отнимая у зверей их собственность. Однажды Заяц находит охотничий капкан и, не зная, что это, принимается за поиски «потерявшего» его хозяина. Лиса, решив наказать серого разбойника, направляет Зайца к Волку. По своей жадности, Волк принимает находку за ценную вещь. Попав в ловушку, он мечется по лесу, разрушая при этом отнятый у Барсука домик. В конце фильма Барсук помогает Волку снять капкан, и в благодарность за это Волк «великодушно» возвращает спасителю его же разрушенный домик…

## Создатели
- Автор сценария: Владимир Капинский
- Режиссёр: Пётр Носов
- Художник-постановщик: Константин Карпов
- Композитор: Михаил Меерович
- Оператор: Михаил Друян
- Звукооператор: Георгий Мартынюк
- Художники-мультипликаторы: Анатолий Солин, Владимир Крумин, Марина Рогова, Владимир Зарубин, Светлана Жутовская

## Роли озвучивали
- Анатолий Папанов — Волк,
- Юлия Юльская — Заяц,
- Юрий Хржановский — Барсук / Ёж,
- Клара Румянова — Лиса